# Olympische Sommerspiele 1992/Ringen
Bei den XXV. Olympischen Sommerspielen 1992 in Barcelona fanden 20 Wettbewerbe im Ringen statt, je zehn im Freistil und im griechisch-römischen Stil. Austragungsort war das Institut Nacional d’Educació Física de Catalunya (INEF) am Montjuïc.

## Bilanz

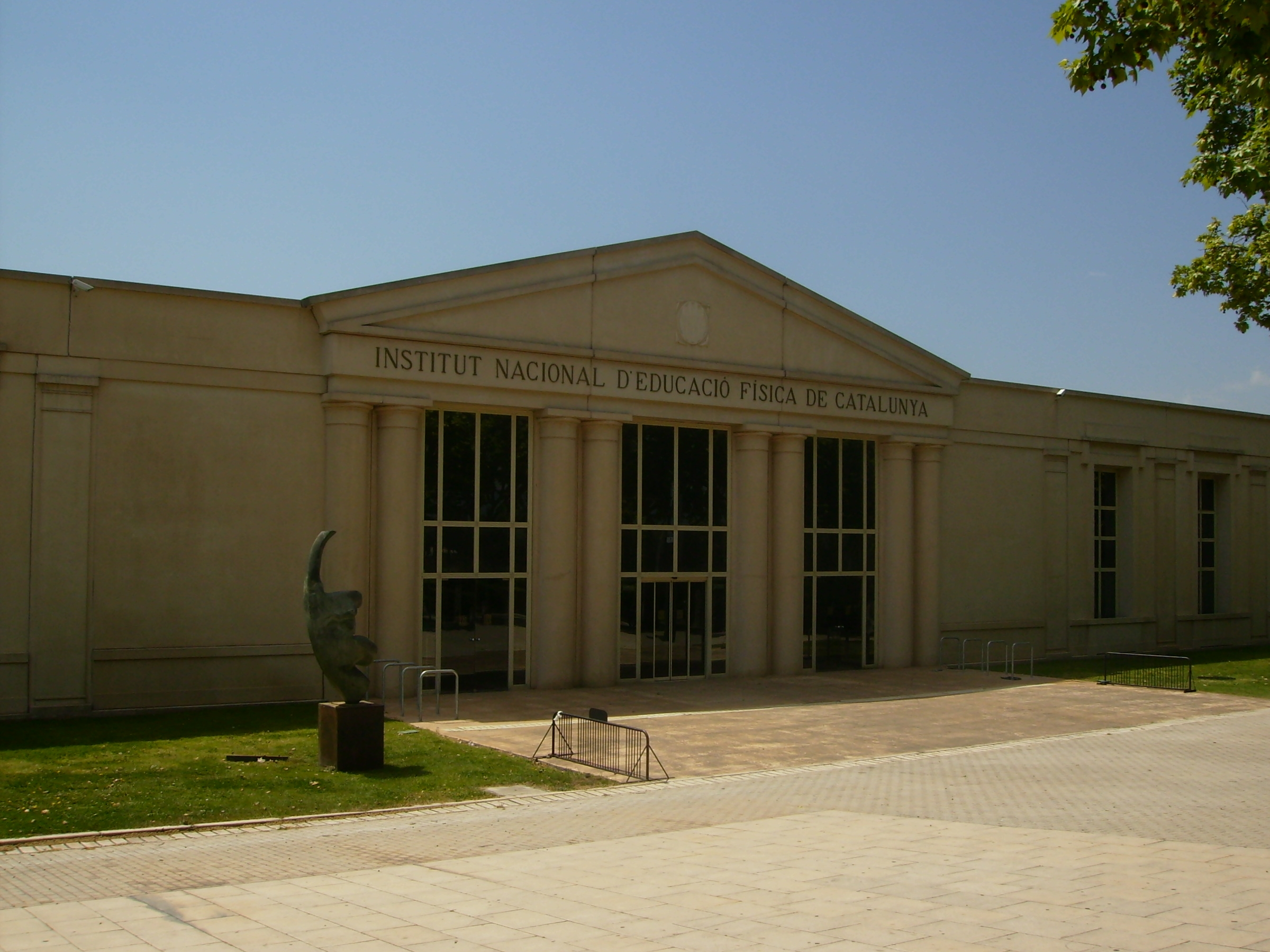
INEF-Gebäude

### Medaillenspiegel
| Platz | Land               | Gold | Silber | Bronze | Gesamt |
| ----- | ------------------ | ---- | ------ | ------ | ------ |
| 1     | Vereintes Team     | 6    | 5      | 5      | 16     |
| 2     | Vereinigte Staaten | 3    | 3      | 2      | 8      |
| 3     | Südkorea           | 2    | 1      | 1      | 4      |
| 4     | Kuba               | 2    | –      | 3      | 5      |
| 5     | Nordkorea          | 2    | –      | 1      | 3      |
| 6     | Ungarn             | 2    | –      | –      | 2      |
| 7     | Türkei             | 1    | 2      | 1      | 4      |
| 8     | Deutschland        | 1    | 2      | –      | 3      |
| 9     | Norwegen           | 1    | –      | –      | 1      |
| 10    | Polen              | –    | 2      | –      | 2      |
| 11    | Iran               | –    | 1      | 2      | 3      |
| 12    | Bulgarien          | –    | 1      | 1      | 2      |
| 12    | Schweden           | –    | 1      | 1      | 2      |
| 14    | Italien            | –    | 1      | –      | 1      |
| 14    | Kanada             | –    | 1      | –      | 1      |
| 16    | China              | –    | –      | 1      | 1      |
| 16    | Japan              | –    | –      | 1      | 1      |
| 16    | Rumänien           | –    | –      | 1      | 1      |

### Medaillengewinner
| Konkurrenz         | Gold                | Silber             | Bronze                 |
| ------------------ | ------------------- | ------------------ | ---------------------- |
| Papiergewicht      | Kim Il-ong          | Kim Jong-shin      | Wugar Orudschow        |
| Fliegengewicht     | Li Hak-son          | Zeke Jones         | Walentin Jordanow      |
| Bantamgewicht      | Alejandro Puerto    | Sjarhej Smal       | Kim Yong-sik           |
| Federgewicht       | John Smith          | Askari Mohammadian | Lázaro Reinoso         |
| Leichtgewicht      | Arsen Fadsajew      | Walentin Gezow     | Kōsei Akaishi          |
| Weltergewicht      | Park Jang-soon      | Kenneth Monday     | Amir Reza Khadem       |
| Mittelgewicht      | Kevin Jackson       | Elmadi Schabrailow | Rasoul Khadem          |
| Halbschwergewicht  | Macharbek Chadarzew | Kenan Şimşek       | Christopher Campbell   |
| Schwergewicht      | Leri Chabelowi      | Heiko Balz         | Ali Kayalı             |
| Superschwergewicht | Bruce Baumgartner   | Jeffrey Thue       | Dawit Gobedschischwili |

| Konkurrenz         | Gold                 | Silber               | Bronze                     |
| ------------------ | -------------------- | -------------------- | -------------------------- |
| Papiergewicht      | Oleg Kutscherenko    | Vincenzo Maenza      | Wilber Sánchez             |
| Fliegengewicht     | Jon Rønningen        | Alfred Ter-Mkrtchyan | Min Kyung-kap              |
| Bantamgewicht      | An Han-bong          | Rıfat Yıldız         | Sheng Zetian               |
| Federgewicht       | Akif Pirim           | Sergei Martynow      | Juan Luis Marén            |
| Leichtgewicht      | Attila Repka         | Islam Dugutschijew   | Rodney Smith               |
| Weltergewicht      | Mnazakan Iskandarjan | Józef Tracz          | Torbjörn Kornbakk          |
| Mittelgewicht      | Péter Farkas         | Piotr Stępień        | Däulet Turlychanow         |
| Halbschwergewicht  | Maik Bullmann        | Hakkı Başar          | Gogi Koguaschwili          |
| Schwergewicht      | Héctor Milián        | Dennis Koslowski     | Sjarhej Dsjamjaschkewitsch |
| Superschwergewicht | Alexander Karelin    | Tomas Johansson      | Ioan Grigoraș              |

## Ergebnisse Freistil

### Halbfliegengewicht (bis 48 kg)
| Platz | Land | Sportler                |
| ----- | ---- | ----------------------- |
| 1     | PRK  | Kim Il-ong              |
| 2     | KOR  | Kim Jong-shin           |
| 3     | EUN  | Wugar Orudschow         |
| 4     | ROM  | Romică Rașovan          |
| 5     | USA  | Tim Vanni               |
| 6     | GER  | Reiner Heugabel         |
| 7     | CUB  | Aldo Martínez           |
| 8     | MGL  | Zerenbaataryn Chosbajar |

Datum: 4. bis 6. August 1992

19 Teilnehmer aus 19 Ländern

### Fliegengewicht (bis 52 kg)
| Platz | Land | Sportler          |
| ----- | ---- | ----------------- |
| 1     | PRK  | Li Hak-son        |
| 2     | USA  | Zeke Jones        |
| 3     | BUL  | Walentin Jordanow |
| 4     | KOR  | Kim Sun-hak       |
| 5     | TUR  | Ahmet Orel        |
| 6     | JPN  | Mitsuru Satō      |
| 7     | IRI  | Majid Torkan      |
| 8     | CAN  | Chris Woodcroft   |

Datum: 3. bis 5. August 1992

18 Teilnehmer aus 18 Ländern

### Bantamgewicht (bis 57 kg)
| Platz | Land | Sportler         |
| ----- | ---- | ---------------- |
| 1     | CUB  | Alejandro Puerto |
| 2     | EUN  | Sjarhej Smal     |
| 3     | PRK  | Kim Yong-sik     |
| 4     | TUR  | Remzi Musaoğlu   |
| 5     | BUL  | Rumen Pawlow     |
| 6     | USA  | Kendall Cross    |
| 7     | GER  | Jürgen Scheibe   |
| 8     | CAN  | Robert Dawson    |

Datum: 5. bis 7. August 1992

18 Teilnehmer aus 18 Ländern

### Federgewicht (bis 62 kg)
| Platz | Land | Sportler           |
| ----- | ---- | ------------------ |
| 1     | USA  | John Smith         |
| 2     | IRI  | Askari Mohammadian |
| 3     | CUB  | Lázaro Reinoso     |
| 4     | BUL  | Rossen Wassilew    |
| 5     | EUN  | Magomed Asisow     |
| 6     | AUS  | Musa Ilhan         |
| 7     | SUI  | Martin Müller      |
| 8     | KOR  | Shin Sang-kyu      |
| 9     | GER  | Karsten Polky      |

Datum: 5. bis 7. August 1992

21 Teilnehmer aus 21 Ländern

### Leichtgewicht (bis 68 kg)
| Platz | Land | Sportler           |
| ----- | ---- | ------------------ |
| 1     | EUN  | Arsen Fadsajew     |
| 2     | BUL  | Walentin Gezow     |
| 3     | JPN  | Kōsei Akaishi      |
| 4     | IRI  | Ali Akbarnejad     |
| 5     | TUR  | Fatih Özbaş        |
| 6     | KOR  | Ko Young-ho        |
| 7     | USA  | Townsend Saunders  |
| 8     | CAN  | Chris Wilson       |
|       |      |                    |
| 14    | SUI  | Ludwig Küng        |
| 14    | GER  | Georg Schwabenland |

Datum: 3. bis 5. August 1992

21 Teilnehmer aus 21 Ländern

### Weltergewicht (bis 74 kg)
| Platz | Land | Sportler            |
| ----- | ---- | ------------------- |
| 1     | KOR  | Park Jang-soon      |
| 2     | USA  | Kenneth Monday      |
| 3     | IRI  | Amir Reza Khadem    |
| 4     | EUN  | Məmmədsalam Haciyev |
| 5     | POL  | Krzysztof Walencik  |
| 6     | CAN  | Gary Holmes         |
| 7     | HUN  | János Nagy          |
| 8     | MGL  | Lodoin Enchbajar    |
|       |      |                     |
| 12    | GER  | Alexander Leipold   |

Datum: 4. bis 6. August 1992

18 Teilnehmer aus 18 Ländern

### Mittelgewicht (bis 82 kg)
| Platz | Land | Sportler           |
| ----- | ---- | ------------------ |
| 1     | USA  | Kevin Jackson      |
| 2     | EUN  | Elmadi Schabrailow |
| 3     | IRI  | Rasoul Khadem      |
| 4     | GER  | Hans Gstöttner     |
| 5     | TCH  | Jozef Lohyňa       |
| 6     | TUR  | Sebahettin Öztürk  |
| 7     | ROM  | Nicolae Ghiță      |
| 8     | ESP  | Francisco Iglesias |

Datum: 5. bis 7. August 1992

19 Teilnehmer aus 19 Ländern

### Halbschwergewicht (bis 90 kg)
| Platz | Land | Sportler             |
| ----- | ---- | -------------------- |
| 1     | EUN  | Macharbek Chadarzew  |
| 2     | TUR  | Kenan Şimşek         |
| 3     | USA  | Christopher Campbell |
| 4     | MGL  | Puntsagiin Süchbat   |
| 5     | IRI  | Ayoub Baninosrat     |
| 6     | CUB  | Roberto Limonta      |
| 7     | POL  | Marek Garmulewicz    |
| 8     | ITA  | Renato Lombardo      |
|       |      |                      |
| 10    | GER  | Ludwig Schneider     |

Datum: 5. bis 7. August 1992

17 Teilnehmer aus 17 Ländern

### Schwergewicht (bis 100 kg)
| Platz | Land | Sportler         |
| ----- | ---- | ---------------- |
| 1     | EUN  | Leri Chabelowi   |
| 2     | GER  | Heiko Balz       |
| 3     | TUR  | Ali Kayalı       |
| 4     | KOR  | Kim Tae-woo      |
| 5     | POL  | Andrzej Radomski |
| 6     | IND  | Subhash Verma    |
| 7     | USA  | Mark Coleman     |
| 8     | HUN  | Sándor Kiss      |

Datum: 3. bis 5. August 1992

18 Teilnehmer aus 18 Ländern

### Superschwergewicht (bis 130 kg)
| Platz | Land | Sportler               |
| ----- | ---- | ---------------------- |
| 1     | USA  | Bruce Baumgartner      |
| 2     | CAN  | Jeffrey Thue           |
| 3     | EUN  | Dawit Gobedschischwili |
| 4     | TUR  | Mahmut Demir           |
| 5     | GER  | Andreas Schröder       |
| 6     | IRI  | Ali Reza Soleimani     |
| 7     | CHN  | Wang Chunguang         |
| 8     | KOR  | Park Sung-ha           |

Datum: 4. bis 6. August 1992

15 Teilnehmer aus 15 Ländern

## Ergebnisse griechisch-römischer Stil

### Halbfliegengewicht (bis 48 kg)
| Platz | Land | Sportler          |
| ----- | ---- | ----------------- |
| 1     | EUN  | Oleg Kutscherenko |
| 2     | ITA  | Vincenzo Maenza   |
| 3     | CUB  | Wilber Sánchez    |
| 4     | GER  | Fuat Yıldız       |
| 5     | ROM  | Iliuță Dăscălescu |
| 6     | IRI  | Reza Simkhah      |
| 7     | NOR  | Lars Rønningen    |
| 8     | IND  | Pappu Yadav       |

Datum: 27. bis 29. Juli 1992

19 Teilnehmer aus 19 Ländern

### Fliegengewicht (bis 52 kg)
| Platz | Land | Sportler             |
| ----- | ---- | -------------------- |
| 1     | NOR  | Jon Rønningen        |
| 2     | EUN  | Alfred Ter-Mkrtchyan |
| 3     | KOR  | Min Kyung-kap        |
| 4     | USA  | Shawn Sheldon        |
| 5     | BUL  | Bratan Zenow         |
| 6     | ROM  | Valentin Rebegea     |
| 7     | FIN  | Ismo Kamesaki        |
| 8     | IOP  | Senad Rizvanović     |
|       |      |                      |
| 12    | GER  | Olaf Brandt          |

Datum: 26. bis 28. Juli 1992

17 Teilnehmer aus 17 Ländern

### Bantamgewicht (bis 57 kg)
| Platz | Land | Sportler            |
| ----- | ---- | ------------------- |
| 1     | KOR  | An Han-bong         |
| 2     | GER  | Rıfat Yıldız        |
| 3     | CHN  | Sheng Zetian        |
| 4     | EUN  | Alexander Ignatenko |
| 5     | CUB  | William Lara        |
| 6     | ROM  | Marian Sandu        |
| 7     | FIN  | Keijo Pehkonen      |
| 8     | USA  | Dennis Hall         |

Datum: 28. bis 30. Juli 1992

19 Teilnehmer aus 19 Ländern

### Federgewicht (bis 62 kg)
| Platz | Land | Sportler             |
| ----- | ---- | -------------------- |
| 1     | TUR  | Akif Pirim           |
| 2     | EUN  | Sergei Martynow      |
| 3     | CUB  | Juan Luis Marén      |
| 4     | POL  | Włodzimierz Zawadzki |
| 5     | HUN  | Jenő Bódi            |
| 6     | USA  | Buddy Lee            |
| 7     | BUL  | Stanislaw Grigorow   |
| 8     | SUI  | Hugo Dietsche        |
|       |      |                      |
| 10    | GER  | Mario Büttner        |

Datum: 28. bis 30. Juli 1992

21 Teilnehmer aus 21 Ländern

### Leichtgewicht (bis 68 kg)
| Platz | Land | Sportler            |
| ----- | ---- | ------------------- |
| 1     | HUN  | Attila Repka        |
| 2     | EUN  | Islam Dugutschijew  |
| 3     | USA  | Rodney Smith        |
| 4     | CUB  | Cecilio Rodríguez   |
| 5     | FRA  | Ghani Yalouz        |
| 6     | IRI  | Abdollah Chamangoli |
| 7     | POL  | Ryszard Wolny       |
| 8     | CAN  | Douglas Yeats       |
|       |      |                     |
| 10    | GER  | Claudio Passarelli  |

Datum: 26. bis 28. Juli 1992

19 Teilnehmer aus 19 Ländern

### Weltergewicht (bis 74 kg)
| Platz | Land | Sportler             |
| ----- | ---- | -------------------- |
| 1     | EUN  | Mnazakan Iskandarjan |
| 2     | POL  | Józef Tracz          |
| 3     | SWE  | Torbjörn Kornbakk    |
| 4     | CUB  | Néstor Almanza       |
| 5     | FRA  | Yvon Riemer          |
| 6     | AUT  | Anton Marchl         |
| 7     | TCH  | Jaroslav Zeman       |
| 8     | CAN  | Karolj Kasap         |

Datum: 27. bis 29. Juli 1992

21 Teilnehmer aus 21 Ländern

### Mittelgewicht (bis 82 kg)
| Platz | Land | Sportler           |
| ----- | ---- | ------------------ |
| 1     | HUN  | Péter Farkas       |
| 2     | POL  | Piotr Stępień      |
| 3     | EUN  | Däulet Turlychanow |
| 4     | SWE  | Magnus Fredriksson |
| 5     | FIN  | Timo Niemi         |
| 6     | IOP  | Goran Kasum        |
| 7     | GER  | Thomas Zander      |
| 8     | TCH  | Pavel Frinta       |
| 9     | SUI  | David Martinetti   |

Datum: 28. bis 30. Juli 1992

20 Teilnehmer aus 20 Ländern

### Halbschwergewicht (bis 90 kg)
| Platz | Land | Sportler             |
| ----- | ---- | -------------------- |
| 1     | GER  | Maik Bullmann        |
| 2     | TUR  | Hakkı Başar          |
| 3     | EUN  | Gogi Koguaschwili    |
| 4     | SWE  | Mikael Ljungberg     |
| 5     | IRI  | Hassan Babak         |
| 6     | USA  | Michial Foy          |
| 7     | CUB  | Reynaldo Peña        |
| 8     | ITA  | Salvatore Campanella |
| 9     | AUT  | Franz Marx           |

Datum: 28. bis 30. Juli 1992

19 Teilnehmer aus 19 Ländern

### Schwergewicht (bis 100 kg)
| Platz | Land | Sportler                   |
| ----- | ---- | -------------------------- |
| 1     | CUB  | Héctor Milián              |
| 2     | USA  | Dennis Koslowski           |
| 3     | EUN  | Sjarhej Dsjamjaschkewitsch |
| 4     | POL  | Andrzej Wroński            |
| 5     | GER  | Andreas Steinbach          |
| 6     | ROM  | Ion Ieremciuc              |
| 7     | HUN  | Norbert Növényi            |
| 8     | KOR  | Song Sung-il               |

Datum: 26. bis 28. Juli 1992

16 Teilnehmer aus 16 Ländern

### Superschwergewicht (bis 130 kg)
| Platz | Land | Sportler              |
| ----- | ---- | --------------------- |
| 1     | EUN  | Alexander Karelin     |
| 2     | SWE  | Tomas Johansson       |
| 3     | ROM  | Ioan Grigoraș         |
| 4     | HUN  | László Klauz          |
| 5     | CAN  | Andrew Borodow        |
| 6     | CHN  | Tian Lei              |
| 7     | FIN  | Juha Ahokas           |
| 8     | GRE  | Panagiotis Poikilidis |

Datum: 27. bis 29. Juli 1992

16 Teilnehmer aus 16 Ländern